# Complètement Dutronc
Albums de Jacques Dutronc
Intégrale Dutronc, les années Columbia
(1992) Brèves Rencontres
(1995)
Complètement Dutronc est une compilation du chanteur français Jacques Dutronc, sortie en 1993.

## Liste des pistes
| No  | Titre                               | Durée |
| --- | ----------------------------------- | ----- |
| 1.  | Et moi, et moi, et moi              | 02:54 |
| 2.  | Mini, mini, mini                    | 01:55 |
| 3.  | Les Play-Boys                       | 03:08 |
| 4.  | Les Cactus                          | 02:41 |
| 5.  | J'aime les filles                   | 03:00 |
| 6.  | L'Idole                             | 02:44 |
| 7.  | La Publicité                        | 02:24 |
| 8.  | Le plus difficile                   | 02:45 |
| 9.  | Il est cinq heures, Paris s'éveille | 02:55 |
| 10. | L'Aventurier                        | 02:28 |
| 11. | L'Hôtesse de l'air                  | 03:13 |
| 12. | Le fond de l'air est frais          | 02:22 |
| 13. | À la queue les Yvelines             | 02:38 |
| 14. | Le Petit Jardin                     | 03:52 |
| 15. | La France défigurée                 | 03:19 |
| 16. | Le Dragueur des supermarchés        | 02:14 |
| 17. | L'Amour prison                      | 02:57 |
| 18. | La Ballade du bon et des méchants   | 03:20 |